# Imitation (Mêlée)
Imitation is een nummer van de Amerikaanse band Mêlée uit 2008. Het is de tweede single van hun derde studioalbum Devils & Angels.
Als opvolger van de hit Built to Last werd "Imitation" een bescheiden hitje in Nederland. Het haalde de 24e positie in de Nederlandse Top 40. In Vlaanderen haalde het nummer de 13e positie in de Tipparade. Buiten het Nederlandse taalgebied werd het nummer geen hit.